# Kwai Shan
Kwai Shan (kinesiska: 龜山, 龟山) är en kulle i Hongkong (Kina). Den ligger i den centrala delen av Hongkong. Toppen på Kwai Shan är 99 meter över havet. Kwai Shan ingår i The Twins.
Terrängen runt Kwai Shan är kuperad åt nordost, men åt sydväst är den platt. Havet är nära Kwai Shan åt sydost.  Centrala Hongkong ligger 8,5 km nordväst om Kwai Shan. 